# SNCF
SNCF (съкр. от фр. Société Nationale des Chemins de fer Français, в превод – „Френска национална железопътна компания“) е националната държавна железопътна компания на Франция. Основана през 1938 г., тя управлява националния железопътен транспорт на страната, както и този на Монако, включително високоскоростната железопътна мрежа TGV на Франция. Функциите ѝ включват предоставяне на железопътни услуги за пътници и товари (чрез дъщерните ѝ дружества SNCF Voyageurs и Rail Logistics Europe), както и поддръжка и сигнализация на железопътната инфраструктура (SNCF Réseau). Железопътната мрежа се състои от около 35 000 km трасета, от които 2600 km са високоскоростни линии и 14 500 km са електрифицирани. Ежедневно в експлоатация са около 14 000 влака.
През 2010 г. SNCF заема 22-ро място във Франция и 214-о място в света в списъка Fortune Global 500. Това е основната дейност на групата SNCF, която през 2020 г. реализира продажби на стойност 30 млрд. евро в 120 държави. В групата SNCF работят над 275 000 служители във Франция и по света. От юли 2013 г. централата на групата SNCF се намира в парижкото предградие Сен Дени на адрес 2 Place aux Étoiles. От 2019 г. президент на SNCF Group е Жан-Пиер Фаранду.
Около една трета от оборота на компанията донася международният бизнес, основно в Европа, а също в Китай, САЩ, Австралия.